# Флаг городского поселения Старая Купавна
Флаг муниципального образования «Город Старая Купавна Московской области» Ногинского муниципального района Московской области Российской Федерации — опознавательно-правовой знак, служащий официальным символом муниципального образования.
Флаг был утверждён 26 октября 2016 года и внесён в Государственный геральдический регистр Российской Федерации с присвоением регистрационного номера 11188.
Законом Московской области от 23 мая 2018 года № 68/2018-ОЗ 5 июня 2018 года все муниципальные образования Ногинского муниципального района были преобразованы в Богородский городской округ.

## Описание
«Флаг представляет собой прямоугольное полотнище с отношением ширины к длине 2:3, разделённое по горизонтали на красную и синюю полосы, несущее в центре изображение фигур герба городского поселения Старая Купавна».
Геральдическое описание герба гласит:
«В пересеченном червленью и лазурью поле — золотой цветок купавки, сопровождаемый во главе тремя сквозными ромбами того же металла».

## Обоснование символики
Флаг разработан на основе герба и повторяет значение его символики.
Символика флага многозначна и отражает прошлое и настоящее поселения:
— большой цветок купавки (купавы) — водяной цветок, которым изобиловала река Купавинка, созвучный с названием поселения;
— сквозные ромбы (геральдические веретёна) символизируют развитость текстильного производства. Ромб-веретено также отражает связь городского поселения с Ногинским районом, на флаге которого шесть сквозных ромбов;
— красный цвет — символ мужества, красоты, мастерства, трудолюбия;
— синий цвет — символ чистого неба и водных просторов; указывает на реку Купавинка, по имени которой названо городское поселение;
— жёлтый цвет (золото) — символ богатства, стабильности, уважения и интеллекта.